# Stadion Miejski (Zielona Góra)
Lo Stadion Miejski è uno stadio polacco di Zielona Góra, di proprietà dello stato.